# Хуајнан
Хуајнан (淮南) град је Кини у покрајини Анхуеј. Према процени из 2009. године у граду је живело 1.210.743 становника.

## Становништво
Према процени, у граду је 2009. године живело 1.210.743 становника.
| 1990.   | 2000.   | 2009.     |
| ------- | ------- | --------- |
| 492.809 | 821.418 | 1.210.743 |